# International Gold Cup 1962
IX. International Gold Cup byl 27. nemistrovský závod formule 1, pořádaný v sezoně 1962.

## Výsledky
| Pozice | Jezdec                  | Vůz           | Čas              |
| ------ | ----------------------- | ------------- | ---------------- |
| 1      | Jim Clark               | Lotus 25      | 2:03'46.6"       |
| 2      | Graham Hill             | BRM P57       | 2:05'04.2"       |
| 3      | Jack Brabham            | Brabham BT3   | à 3 kola         |
| 4      | Bruce Johnstone         | BRM P57       | à 3 kola         |
| 5      | Tony Shelly             | Lotus 18/21   | à 4 kola         |
| 6      | Masten Gregory          | Lotus 24      | à 4 kola         |
| 7      | Carel Godin de Beaufort | Porsche 718/2 | à 5 kol          |
| 8      | Gerry Ashmore           | Lotus 18      | à 6 kol          |
| 9      | Bernard Collomb         | Cooper T53    | à 12 kol         |
| 10     | Günther Seiffert        | Lotus 18      | à 13 kol         |
| Kolo   | Odstoupili              | -             | Důvod            |
| 62     | Gary Hocking            | Lotus 18/21   | Olejová pumpa    |
| 53     | Ian Burgess             | Cooper Spl    | Olejová pumpa    |
| 39     | Bruce McLaren           | Cooper T60    | Elektrický zkrat |
| 33     | John Surtees            | Lola Mk 4     | Ventily          |
| 31     | Richie Ginther          | BRM P57       | Píst             |
| 28     | Jack Lewis              | Cooper T53    | Výfuk            |
| 27     | Graham Eden             | Lotus 18      | Motor            |
| 27     | Innes Ireland           | Lotus 24      | Spojka           |
| 26     | Keith Greene            | Gilby         | Převodovka       |
| 17     | Roy Salvadori           | Lola Mk 4     | Kabely           |
| 17     | Trevor Taylor           | Lotus 25      | Řazení           |
| 12     | Jo Bonnier              | Lotus 24      | Řazení           |
| 1      | Philip Robinson         | Lotus 18/21   | Motor            |
| *      | Nestartovali            | -             | *                |
|        | Wolfgang Seidel         | Lotus 24      |                  |
|        | Tony Settember          | Emeryson      |                  |
|        | Chris Ashmore           | Lotus 18      |                  |

### Nejrychlejší kolo
- Jim Clark 1'40.0

### Postavení na startu
|  | _______1_______ Richie Ginther 1'38.6"  |                                       | _______2_______ Jim Clark 1:38.6        |                                           | _______3_______ Graham Hill 1:39.0       |                                      | _______4_______ Bruce McLaren 1:40.0            |
|  |                                         | _______5_______ Jack Brabham 1:40.4   |                                         | _______6_______ John Surtees 1:40.4       |                                          | _______7_______ Innes Ireland 1:40.8 |                                                 |
|  | _______8_______ Roy Salvadori 1:41.0    |                                       | _______9_______ Bruce Johnstone 1:42.0  |                                           | _______10_______ Trevor Taylor 1:42.2    |                                      | _______11_______ Gary Hocking 1:43.2            |
|  |                                         | _______12_______ Jo Bonnier 1:45.4    |                                         | _______13_______ Masten Gregory 1:45.6    |                                          | _______14_______ Tony Shelly 1:45.6  |                                                 |
|  | _______15_______ Ian Burgess 1:45.8     |                                       | _______16_______ Philip Robinson 1:46.0 |                                           | _______17_______ Jack Lewis 1:46.6       |                                      | _______18_______ Carel Godin de Beaufort 1:47.0 |
|  |                                         | _______19_______ Gerry Ashmore 1:48.8 |                                         | _______20_______ Wolfgang Seidel - -- --- |                                          | _______21_______ Graham Eden 1:54.0  |                                                 |
|  | _______22_______ Günther Seifert 1:56.4 |                                       | _______23_______ Bernard Collomb 2:00.2 |                                           | _______24_______ Tony Settember - -- --- |                                      | _______25_______ Keith Greene - -- ---          |

| Pole position  | Vítězství   | Nej. kolo   |
| Richie Ginther | Jim Clark   | Jim Clark   |
| BRM P57        | Lotus 25    | Lotus 25    |
| 1:38.6         | 2:03'46.6   | 1:40.0      |
| *              | 157.24 km/h | 159.98 km/h |
| -------------- | ----------- | ----------- |